# Tylophorella
Tylophorella is een geslacht van schimmels in de orde Arthoniales. De typesoort is Tylophorella polyspora. De familie is nog niet eenduidig bepaald (incertae sedis). 

## Soorten
Volgens Index Fungorum bevat het geslacht twee soorten (peildatum september 2021):
| Soortnaam                    | Auteur(s)         | Publicatiejaar |
| ---------------------------- | ----------------- | -------------- |
| Tylophorella polyspora       | Vain.             | 1890           |
| Tylophorella pyrenocarpoides | (Müll. Arg.) Egea | 1993           |